# Montrose (Minnesota)
Montrose es una ciudad ubicada en el condado de Wright en el estado estadounidense de Minnesota. En el Censo de 2010 tenía una población de 2847 habitantes y una densidad poblacional de 342,65 personas por km².

## Geografía
Montrose se encuentra ubicada en las coordenadas 45°4′1″N 93°55′4″O / 45.06694, -93.91778. Según la Oficina del Censo de los Estados Unidos, Montrose tiene una superficie total de 8.31 km², de la cual 8.29 km² corresponden a tierra firme y (0.25%) 0.02 km² es agua.

## Demografía
Según el censo de 2010, había 2847 personas residiendo en Montrose. La densidad de población era de 342,65 hab./km². De los 2847 habitantes, Montrose estaba compuesto por el 95.19% blancos, el 0.56% eran afroamericanos, el 0.18% eran amerindios, el 0.91% eran asiáticos, el 0% eran isleños del Pacífico, el 1.23% eran de otras razas y el 1.93% pertenecían a dos o más razas. Del total de la población el 2.99% eran hispanos o latinos de cualquier raza.